# ラグビーアラビアンガルフ代表
ラグビーアラビアンガルフ代表（―だいひょう）は、バーレーン、クウェート、オマーン、カタール、サウジアラビア、アラブ首長国連邦のペルシア湾岸6ヶ国によるラグビーユニオンチームである。本拠スタジアムはドバイのザ・セブンズ。

## 概要
中東においては、各国それぞれのラグビー人口および実力が一定レベルに及ばないため、このような混成チームとしてテストマッチを戦っていた。
1993年のナミビア戦で初のテストマッチに認定された。
1999年まではアフリカ協会に所属していたが、現在はアジア協会所属。
2011年からは単独国・地域で活動をする方針となり、アラビアンガルフ代表は編成されず、アジア5カ国対抗にはアラブ首長国連邦が参加した。

## ワールドカップの成績
- 1987年 - 不参加
- 1991年 - 予選敗退
- 1995年 - 予選敗退
- 1999年 - 予選敗退
- 2003年 - 予選敗退
- 2007年 - 予選敗退
- 2011年 - 予選敗退